# Tracy (Minnesota)
Tracy es una ciudad ubicada en el condado de Lyon en el estado estadounidense de Minnesota. En el Censo de 2010 tenía una población de 2163 habitantes y una densidad poblacional de 374,84 personas por km².

## Geografía
Tracy se encuentra ubicada en las coordenadas 44°14′18″N 95°36′59″O / 44.23833, -95.61639. Según la Oficina del Censo de los Estados Unidos, Tracy tiene una superficie total de 5.77 km², de la cual 5.65 km² corresponden a tierra firme y (2.11%) 0.12 km² es agua.

## Demografía
Según el censo de 2010, había 2163 personas residiendo en Tracy. La densidad de población era de 374,84 hab./km². De los 2163 habitantes, Tracy estaba compuesto por el 86.55% blancos, el 0.14% eran afroamericanos, el 0.32% eran amerindios, el 9.71% eran asiáticos, el 0.09% eran isleños del Pacífico, el 1.53% eran de otras razas y el 1.66% pertenecían a dos o más razas. Del total de la población el 5.36% eran hispanos o latinos de cualquier raza.